# 三次方程

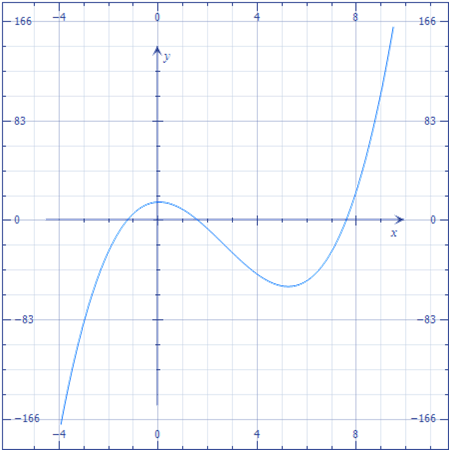
三次函数的图像。该函数与x轴相交3次说明方程有3个实数根。

三次方程是未知项總次数最高为3的整式方程，一元三次方程一般形式為
{\displaystyle ax^{3}+bx^{2}+cx+d=0}，
其中{\displaystyle a,b,c,d(a\neq 0)}是屬於一個域的數字，通常這個域為ℝ或ℂ。
本條目只解釋一元三次方程，而且簡稱之為三次方程式。

## 历史
中國唐朝数学家王孝通在武德九年（626年）前后所著的《緝古算經》中建立了25个三次多项式方程和提出三次方程实根的数值解法。
波斯数学家欧玛尔·海亚姆（1048年－1123年）通过用圆锥截面与圆相交的方法構建了三次方程的解法。他说明了怎样用这种几何方法利用三角法表得到数字式的答案。
中国南宋的数学家秦九韶在他1247年编写的《数书九章》一书中提出了高次方程的数值解法秦九韶算法，提出“商常为正，实常为负，从常为正，益常为负”的原则。
在十六世纪早期，意大利数学家费罗找到了能解一种三次方程的方法，也就是形如{\displaystyle x^{3}+mx=n}的方程。事实上，如果我们允许{\displaystyle m,n}是複数，所有的三次方程都能变成这种形式，但在那个时候人们不知道複数。
尼科洛·塔爾塔利亞被認為是最早得出三次方程式一般解的人。1553年他在一場數學競賽中解出所有三次方程式的問題。隨後卡尔丹诺拜訪了塔爾塔利亞請教三次方程式解法並得到了啟發。卡尔丹诺注意到塔爾塔利亞的方法有时需要他给复数开平方。他甚至在《数学大典》裡包括了这些複數的计算，但他并不真正理解它。拉斐尔·邦贝利（Rafael Bombelli）详细地研究了这个问题，并因此被人们认为是複数的发现者。

## 判别式
当{\displaystyle \Delta >0}时，方程有一个实根和两个共轭複根；
当{\displaystyle \Delta =0}时，方程有三个实根：当
时，方程有一个三重实根；

当
时，方程的三个实根中有两个相等；
当{\displaystyle \Delta <0}时，方程有三个不等的实根。

## 三次方程解法

### 求根公式法
红色字体部分为判别式{\displaystyle \Delta }。
当{\displaystyle \Delta >0}时，方程有一个实根和两个共轭複根；
当{\displaystyle \Delta =0}时，方程有三个实根：
当{\displaystyle \left({\frac {bc}{6a^{2}}}-{\frac {b^{3}}{27a^{3}}}-{\frac {d}{2a}}\right)^{2}=-\left({\frac {c}{3a}}-{\frac {b^{2}}{9a^{2}}}\right)^{3}=0}时，方程有一个三重实根；
当{\displaystyle \left({\frac {bc}{6a^{2}}}-{\frac {b^{3}}{27a^{3}}}-{\frac {d}{2a}}\right)^{2}=-\left({\frac {c}{3a}}-{\frac {b^{2}}{9a^{2}}}\right)^{3}\neq 0}时，方程的三个实根中有两个相等；
当{\displaystyle \Delta <0}时，方程有三个不等的实根。

### 三角函数解
{\displaystyle ax^{3}+bx^{2}+cx+d=0}，其中{\displaystyle a\neq 0}。
若令{\displaystyle \Delta =\left({\frac {-b^{3}}{27a^{3}}}-{\frac {d}{2a}}+{\frac {bc}{6a^{2}}}\right)^{2}+\left({\frac {c}{3a}}-{\frac {b^{2}}{9a^{2}}}\right)^{3}=\alpha ^{2}+\beta ^{3}<0}，则
{\displaystyle x_{1}=-{\frac {b}{3a}}+2{\sqrt {-\beta }}\cos \left[{\frac {\arccos {\frac {\alpha }{(-\beta )^{\frac {3}{2}}}}}{3}}\right]}
{\displaystyle x_{2}=-{\frac {b}{3a}}+2{\sqrt {-\beta }}\cos \left[{\frac {\arccos {\frac {\alpha }{(-\beta )^{\frac {3}{2}}}}+2\pi }{3}}\right]}
{\displaystyle x_{3}=-{\frac {b}{3a}}+2{\sqrt {-\beta }}\cos \left[{\frac {\arccos {\frac {\alpha }{(-\beta )^{\frac {3}{2}}}}-2\pi }{3}}\right]}

### 卡尔达诺法
令{\displaystyle K}為域，可以進行開平方或立方運算。要解方程只需找到一個根{\displaystyle r}，然後把方程{\displaystyle ax^{3}+bx^{2}+cx+d}除以{\displaystyle x-r}，就得到一個二次方程，而我們已會解二次方程。
在一個代數封閉域，所有三次方程都有三個根。複數域就是這樣一個域，這是代數基本定理的結果。
解方程步驟：
- 把原來方程除以首項係數{\displaystyle a\left(a\neq 0\right)}，得到：

{\displaystyle x^{3}+b'x^{2}+c'x+d'=0}，其中{\displaystyle b'={\frac {b}{a}}}，{\displaystyle c'={\frac {c}{a}}}，{\displaystyle d'={\frac {d}{a}}}。
- 代換未知項{\displaystyle x=z-{\frac {b'}{3}}}，以消去二次項。當展開{\displaystyle \left(z-{\frac {b'}{3}}\right)^{3}}，會得到{\displaystyle -b'z^{2}}這項，正好抵消掉出現於{\displaystyle b'\left(z-{\frac {b'}{3}}\right)^{2}}的項{\displaystyle b'z^{2}}。故得：

{\displaystyle z^{3}+pz+q=0}，其中{\displaystyle p}和{\displaystyle q}是域中的數字。
{\displaystyle p=c'-{\frac {b'^{2}}{3}}}；{\displaystyle q={\frac {2b'^{3}}{27}}-{\frac {b'c'}{3}}+d'}。
- 設{\displaystyle u,v}滿足{\displaystyle 3uv=-p,u^{3}+v^{3}=-q},則{\displaystyle u+v}為解

這個假設的hint如下:
記{\displaystyle z=u+\upsilon }。前一方程化為{\displaystyle (u+\upsilon )^{3}+p(u+\upsilon )+q=0}。
展開：{\displaystyle u^{3}+3u^{2}\upsilon +3u\upsilon ^{2}+\upsilon ^{3}+pu+p\upsilon +q=0}。
重組：{\displaystyle (u^{3}+\upsilon ^{3}+q)+(3u\upsilon ^{2}+3u^{2}\upsilon +pu+p\upsilon )=0}。
分解：{\displaystyle (u^{3}+\upsilon ^{3}+q)+(u+\upsilon )(3u\upsilon +p)=(u^{3}+\upsilon ^{3}+q)+z(3u\upsilon +p)=0}。
- 設{\displaystyle U=u^{3}}和{\displaystyle V=\upsilon ^{3}}。我們有{\displaystyle U+V=-q}和{\displaystyle UV=-{\frac {p^{3}}{27}}}因為{\displaystyle UV=(u\upsilon )^{3}=(-{\frac {p}{3}})^{3}}。所以{\displaystyle U}和{\displaystyle V}是輔助方程{\displaystyle \mathrm {X} ^{2}+q\mathrm {X} -{\frac {p^{3}}{27}}=0}的根(韋達定理)，可代一般二次方程公式得解。

接下來，{\displaystyle u}和{\displaystyle v}是{\displaystyle U}和{\displaystyle V}的立方根，適合{\displaystyle uv=-{\frac {p}{3}}}，{\displaystyle z=u+v}，最後得出{\displaystyle x=z-{\frac {b'}{3}}}。
在域{\displaystyle \mathbb {C} }裡，若{\displaystyle u_{0}}和{\displaystyle v_{0}}是立方根，其它的立方根就是{\displaystyle \omega u_{0}}和{\displaystyle \omega ^{2}u_{0}}，當然還有{\displaystyle \omega v_{0}}和{\displaystyle \omega ^{2}v_{0}}，其中{\displaystyle \omega =e^{\frac {2i\pi }{3}}={\frac {-1+{\sqrt {3}}i}{2}}}，是1的一个复数立方根。
因為乘積{\displaystyle uv=-{\frac {p}{3}}}固定，所以可能的{\displaystyle (u,v)}是{\displaystyle (u_{0},v_{0})}，{\displaystyle (\omega u_{0},\omega ^{2}v_{0})}和{\displaystyle (\omega ^{2}u_{0},\omega v_{0})}。因此三次方程的其它根是{\displaystyle \omega u_{0}+\omega ^{2}v_{0}-{\frac {b'}{3}}}和{\displaystyle \omega ^{2}u_{0}+\omega v_{0}-{\frac {b'}{3}}}。

#### 判别式
最先嘗試解的三次方程是實係數（而且是整數）。因為實數域並非代數封閉，方程的根的數目不一定是3個。所遺漏的根都在{\displaystyle \mathbb {C} }裡，就是{\displaystyle \mathbb {R} }的代數閉包。其中差異出現於{\displaystyle U}和{\displaystyle V}的計算中取平方根時。取立方根時則沒有類似問題。
可以證明實數根數目依賴於輔助方程的判別式{\displaystyle \Delta ={\frac {q^{2}}{4}}+{\frac {p^{3}}{27}}}，
- 若{\displaystyle \Delta >0}，方程有一个实根和两个共轭複根；
- 若{\displaystyle \Delta =0}，方程有三个实根：当{\displaystyle {\frac {q^{2}}{4}}=-{\frac {p^{3}}{27}}=0}时，方程有一个三重实根；当{\displaystyle {\frac {q^{2}}{4}}=-{\frac {p^{3}}{27}}\neq 0}时，方程的三个实根中有两个相等；
- 若{\displaystyle \Delta <0}，方程有三个不等的实根：{\displaystyle x_{1}=2{\sqrt {Q}}\cos {\frac {\theta }{3}}-{\frac {b}{3a}},x_{2,3}=2{\sqrt {Q}}\cos {\frac {\theta \pm 2\pi }{3}}-{\frac {b}{3a}},}其中{\displaystyle \theta =\arccos {\frac {R}{Q{\sqrt {Q}}}},Q=-{\frac {p}{3}},R={\frac {q}{2}}}（注意，由於此公式應對於{\displaystyle x^{3}+px=q}的形式，因此這裡的{\displaystyle q}實際上是前段的{\displaystyle -q}，應用時務必注意取負號即{\displaystyle R=-{\frac {q}{2}}}）。

注意到实系数三次方程有一實根存在，這是因為非常數多項式在{\displaystyle +\infty }和{\displaystyle -\infty }的極限是無窮大，對奇次多項式這兩個極限異號，又因为多項式是連續函數，所以從介值定理可知它在某點的值為0。

#### 第一個例子
解{\displaystyle 2t^{3}+6t^{2}+12t+10=0}。
我們依照上述步驟進行：
- {\displaystyle t^{3}+3t^{2}+6t+5=0}（全式除以{\displaystyle 2}）
- 設{\displaystyle t=x-1}，代換：{\displaystyle (x-1)^{3}+3(x-1)^{2}+6(x-1)+5=0}，再展開{\displaystyle x^{3}+3x+1=0}。
- {\displaystyle x=u+v}，{\displaystyle U=u^{3}}，{\displaystyle V=v^{3}}。設{\displaystyle U+V=-1}和{\displaystyle UV=-1}。{\displaystyle U}和{\displaystyle V}是{\displaystyle X^{2}+X-1=0}的根。

{\displaystyle U={\frac {-1-{\sqrt {5}}}{2}}}和{\displaystyle V={\frac {-1+{\sqrt {5}}}{2}}}，
{\displaystyle u={\sqrt[{3}]{\frac {-1-{\sqrt {5}}}{2}}}}和{\displaystyle v={\sqrt[{3}]{\frac {-1+{\sqrt {5}}}{2}}}}。
{\displaystyle t=x-1=u+v-1}，
{\displaystyle ={\sqrt[{3}]{\frac {-1-{\sqrt {5}}}{2}}}+{\sqrt[{3}]{\frac {-1+{\sqrt {5}}}{2}}}-1\approx -1.3221853546}
该方程的另外两个根：
{\displaystyle t_{2}\approx -0.838907+1.75438i}，
{\displaystyle t_{3}\approx -0.838907-1.75438i}，

#### 第二个例子
这是一个历史上的例子，因为它是邦别利考虑的方程。
方程是{\displaystyle x^{3}-15x-4=0}。
从函数{\displaystyle x\mapsto x^{3}-15x-4}算出判别式的值{\displaystyle \Delta =-13068<0}，知道这方程有三实根，所以比上例更容易找到一个根。
前两步都不需要做，做第三步：{\displaystyle x=u+v}，{\displaystyle U=u^{3}}，{\displaystyle V=v^{3}}。
{\displaystyle U+V=4}和{\displaystyle UV=125}。
{\displaystyle U}和{\displaystyle V}是{\displaystyle X^{2}-4X+125=0}的根。这方程的判别式已算出是负数，所以只有实根。很吊诡地，这方法必须用到复数求出全是实数的根。这是发明复数的一个理由：复数是解方程必需工具，即使方程或许只有实根。
我们解出{\displaystyle U=2-11{\mathrm {i} }}和{\displaystyle V=2+11{\mathrm {i} }}。取复数立方根不同于实数，有两种方法：几何方法，用到辐角和模（把辐角除以3取模的立方根）；代数方法，分开复数的实部和虚部：
现设{\displaystyle u=a+b{\mathrm {i} }}。
{\displaystyle u^{3}=2-11{\mathrm {i} }}等价于：
{\displaystyle a^{3}-3ab^{2}=2}（实部）
{\displaystyle 3a^{2}b-b^{3}=-11}（虚部）
{\displaystyle a^{2}+b^{2}=5}（模）
得到{\displaystyle a=2}和{\displaystyle b=-1}，也就是{\displaystyle u=2-{\mathrm {i} }}，而{\displaystyle v}是其共轭：{\displaystyle v=2+{\mathrm {i} }}。
归结得{\displaystyle x=u+v=(2-{\mathrm {i} })+(2+{\mathrm {i} })=4}，可以立时验证出来。
其它根是{\displaystyle x'=j(2-{\mathrm {i} })+j^{2}(2+{\mathrm {i} })=-2+{\sqrt {3}}}和{\displaystyle x''=j^{2}(2-{\mathrm {i} })+j(2+{\mathrm {i} })=-2-{\sqrt {3}}}，其中{\displaystyle j={\frac {-1+{\sqrt {3}}i}{2}}}。
当{\displaystyle \Delta }是负，{\displaystyle U}和{\displaystyle V}共轭，故此{\displaystyle u}和{\displaystyle v}也是（要适当选取立方根，记得{\displaystyle uv=-{\frac {p}{3}}}）；所以我们可确保{\displaystyle x}是实数，还有{\displaystyle x'}和{\displaystyle x''}。

### 盛金公式法
{\displaystyle ax^{3}+bx^{2}+cx+d=0,a\neq 0}，其中系数皆为实数。

#### 判别式
重根判别式：{\displaystyle A=b^{2}-3ac,\ B=bc-9ad,\ C=c^{2}-3bd}；
总判别式：{\displaystyle \Delta =B^{2}-4AC}。

#### 情况1：A=B=0{\displaystyle A=B=0}
{\displaystyle x_{1}=x_{2}=x_{3}={\frac {-b}{3a}}={\frac {-c}{b}}={\frac {-3d}{c}}}。

#### 情况2：Δ>0{\displaystyle \Delta >0}
让{\displaystyle y_{1,2}=Ab+3a\left({\frac {-B\pm {\sqrt {B^{2}-4AC}}}{2}}\right)}，得：
{\displaystyle x_{1}={\frac {-b-\left({\sqrt[{3}]{y_{1}}}+{\sqrt[{3}]{y_{2}}}\right)}{3a}}}；
{\displaystyle x_{2}={\frac {-2b+\left({\sqrt[{3}]{y_{1}}}+{\sqrt[{3}]{y_{2}}}\right)+{\sqrt {3}}\left({\sqrt[{3}]{y_{1}}}-{\sqrt[{3}]{y_{2}}}\right){\rm {i}}}{6a}}}；
{\displaystyle x_{3}={\frac {-2b+\left({\sqrt[{3}]{y_{1}}}+{\sqrt[{3}]{y_{2}}}\right)-{\sqrt {3}}\left({\sqrt[{3}]{y_{1}}}-{\sqrt[{3}]{y_{2}}}\right){\rm {i}}}{6a}}}。

#### 情况3：Δ=0{\displaystyle \Delta =0}
让{\displaystyle k={\frac {B}{A}}\ (A\neq 0)}，得：
{\displaystyle x_{1}={\frac {-b}{a}}+k}；
{\displaystyle x_{2}=x_{3}={\frac {-k}{2}}}。

#### 情况4：Δ<0{\displaystyle \Delta <0}
让{\displaystyle t={\frac {2Ab-3aB}{2A{\sqrt {A}}}}\ (A>0,-1<t<1),\theta =\arccos t}，得：
{\displaystyle x_{1}={\frac {-b-2{\sqrt {A}}\cos {\frac {\theta }{3}}}{3a}}}；
{\displaystyle x_{2}={\frac {-b+{\sqrt {A}}\left(\cos {\frac {\theta }{3}}+{\sqrt {3}}\sin {\frac {\theta }{3}}\right)}{3a}}}；
{\displaystyle x_{3}={\frac {-b+{\sqrt {A}}\left(\cos {\frac {\theta }{3}}-{\sqrt {3}}\sin {\frac {\theta }{3}}\right)}{3a}}}。

## 极值

### 驻点的公式
设{\displaystyle y=ax^{3}+bx^{2}+cx+d}
将其微分，可得{\displaystyle {\frac {dy}{dx}}=3ax^{2}+2bx+c}
- 有序列表项

### 拐点
{\displaystyle {\frac {d^{2}y}{dx^{2}}}=6ax+2b}
设{\displaystyle {\frac {d^{2}y}{dx^{2}}}=0}，可得{\displaystyle y}。
{\displaystyle x=-{\frac {b}{3a}}}

### 驻点的类型
由函数取极值的充分条件可知：

{\displaystyle f^{\prime \prime }(x_{e})<0}，{\displaystyle x_{e}}是{\displaystyle f(x)}的极大值点；

{\displaystyle f^{\prime \prime }(x_{e})>0}，{\displaystyle x_{e}}是{\displaystyle f(x)}的极小值点；

{\displaystyle f^{\prime \prime }(x_{e})=0}，{\displaystyle x_{e}}是{\displaystyle f(x)}的拐点。

{\displaystyle {\frac {d^{2}y}{dx^{2}}}=6ax+2b=2(3ax+b)}可知：

{\displaystyle 3ax_{e}+b<0}，{\displaystyle y}的驻点为极大值点；

{\displaystyle 3ax_{e}+b>0}，{\displaystyle y}的驻点为极小值点；

{\displaystyle 3ax_{e}+b=0}，{\displaystyle y}的驻点为拐点。